# Telefon jednobryłowy

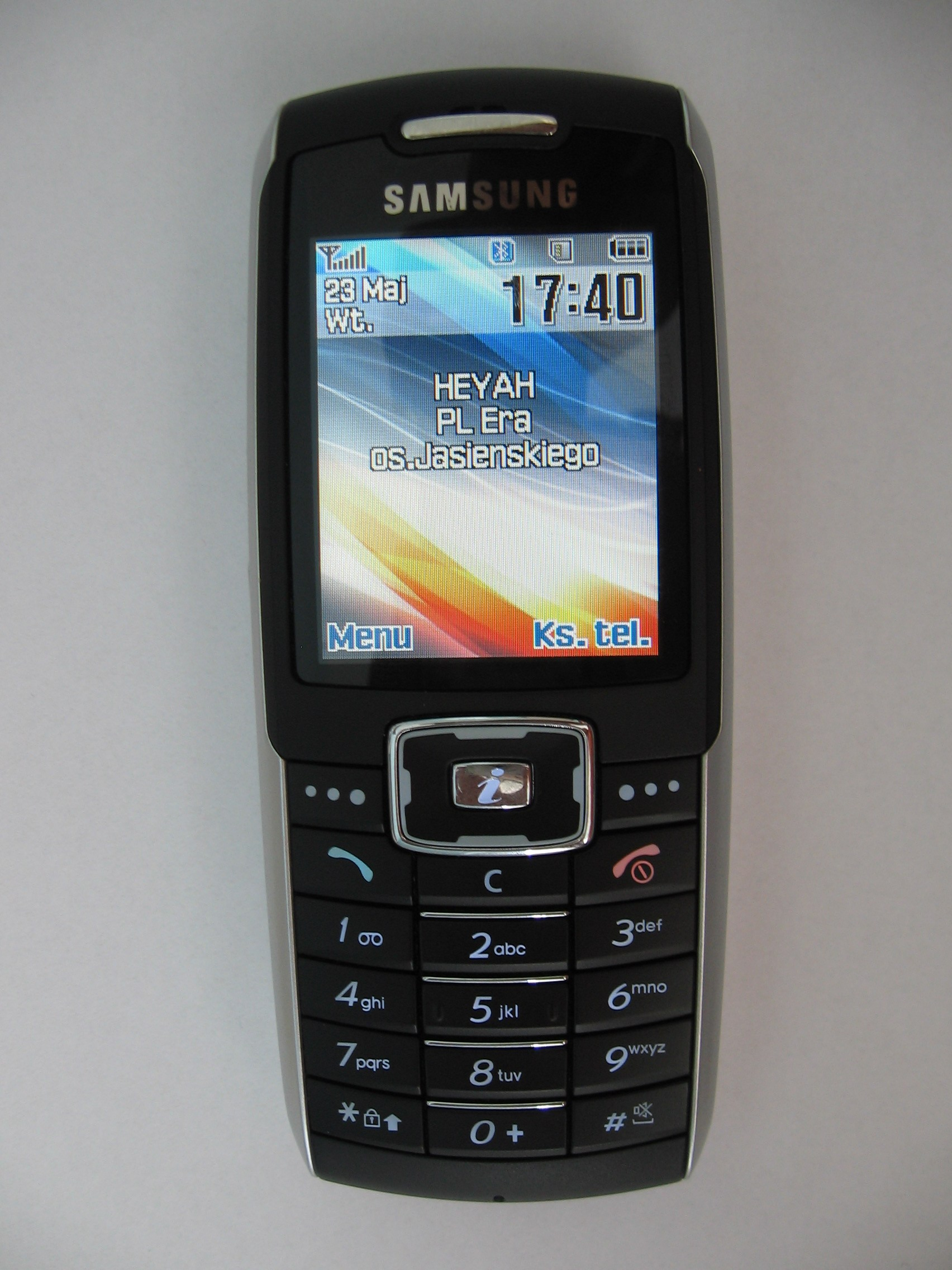
Telefon jednobryłowy Samsung SGH-X700

Telefon jednobryłowy – rodzaj budowy telefonu komórkowego. 
Składa się z jednego głównego elementu i nie ma ruchomych części. Na przodzie znajduje się wyświetlacz i klawiatura lub, w telefonach z ekranem dotykowym, tylko wyświetlacz. Pierwszym wyprodukowanym telefonem jednobryłowym była Motorola DynaTAC. Aparaty takie cechują się dużą odpornością na awarie mechaniczne oraz zużycie materiału.